# Huperzia wilsonii
Huperzia wilsonii là một loài thực vật có mạch trong Họ Thạch tùng. Loài này được (Underw. & F.E. Lloyd) B. Øllg. mô tả khoa học đầu tiên năm 1987.